# Carex traiziscana
Carex traiziscana là một loài thực vật có hoa trong họ Cói. Loài này được F.Schmidt mô tả khoa học đầu tiên năm 1868.